# Jos Gemmeke

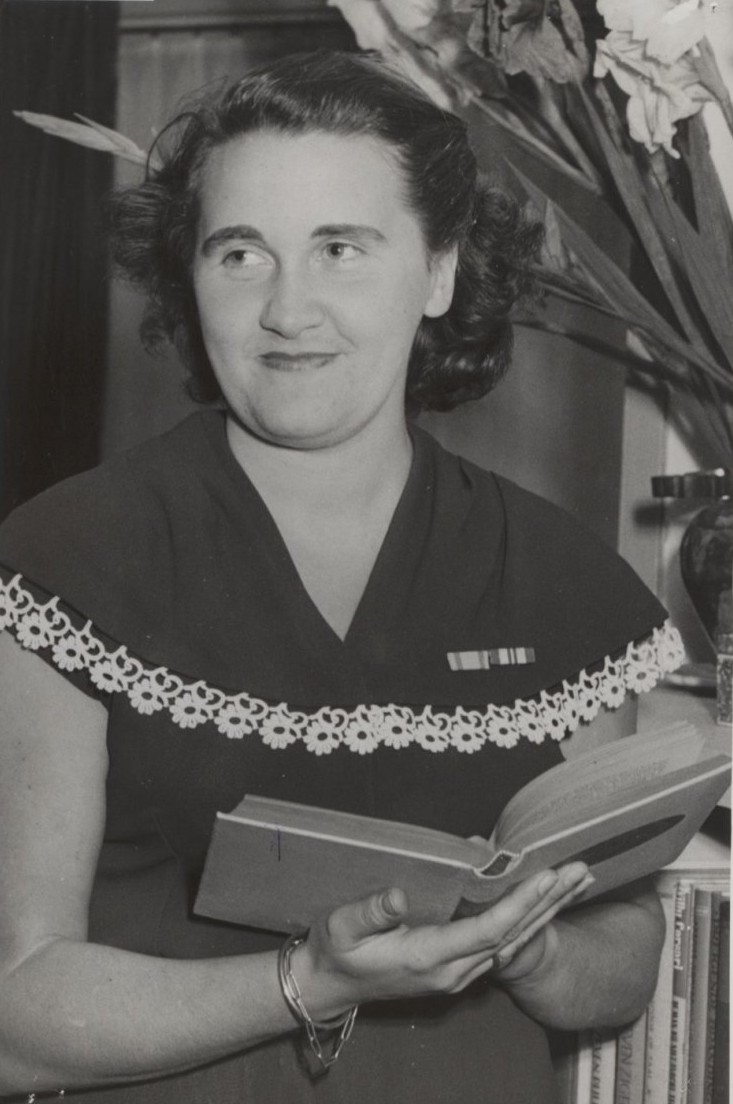
Jos Gemmeke, 1951

Brunita Josepha „Jos“ Gemmeke (* 3. Juni 1922 in Amsterdam; † 20. Dezember 2010 in Den Haag) war eine niederländische Widerstandskämpferin während des Zweiten Weltkrieges.

## Werdegang
Jos Gemmeke wurde als Tochter des Papiergroßhändlers Franciscus Josephus Antonius Gemmeke (1894–1972) und von Eugenie Mathilde Marie Fissette (1898–1986) geboren. Ihr Vater stammte aus Maastricht, ihre Mutter wurde in Belgien geboren. Sie wuchs mit ihrer älteren Schwester Maria „Mia“ Pauline in Amsterdam auf. Später zog die Familie in die Amalia van Solmsstraat 119 nach Den Haag, weil ihre Schwester Mia an Sumpffieber litt. Die Erziehung der Schwestern war elitär und streng katholische. Bei Tisch wurde Französisch gesprochen und Jos Gemmeke charakterisierte später ihre Mutter als „katholischer als der Papst“. Sie galt als schwieriger Teenager und wurde wegen ihres Verhaltens von dem vornehmen Mädchengymnasium, das sie besuchte, verwiesen. Nach Abschluss der weiterführenden Schule mit dem Mulo-Abschluss fand sie eine Anstellung als Zahnarzthelferin.

## Tätigkeit im Widerstand
Nach der Besetzung der Niederlande meldete Jos Gemmeke sich zunächst im Westeinde-Krankenhaus, um sich als Hilfskrankenschwester nützlich zu machen und beteiligte sich an der Verbreitung der illegalen Untergrundzeitung „Je Maintiendrai“. Dann begann sie als Kurierin unter ihrem Decknamen Els van Dalen untergetauchten Personen zu helfen, Lebensmittelkarten, Sender, Waffen und vertrauliche Informationen zu schmuggeln und zu verteilen. Dabei achtete sie darauf, keine Notizen, Namen, Kontaktadressen oder Codes aufzuschreiben, die im Falle ihrer Gefangennahme hätten gefunden werden können. Sie gehörte keiner regulären Gruppe an, verfügte jedoch über ein Netzwerk innerhalb des Widerstands, das bis nach London reichte.
Prinz Bernhard war 1944 von Königin Wilhelmina zum Oberkommandierenden der Koninklijke Luchtmacht ernannt worden. Als sich die niederländischen Widerstandsbewegungen Ordedienst, die Landelijke Knokploegen und den Raad van Verzet nach Verhandlungen mit königlichem Beschluss vom 5. September 1944 zu den Binnenlandse Strijdkrachten zusammenschlossen, erhielt er das gemeinsame Oberkommando. Im September 1944 erhielt die Widerstandsbewegung nach der gescheiterten Operation Market Garden von ihm eine Anfrage nach Informationen über Truppenstandorte und deutsche V1- und V2-Startplätze. Jos Gemmeke erklärte sich bereit, die vertraulichen Informationen auf Mikrofilm, versteckt in ihren Schulterpolstern und ihrer Puderdose, zu schmuggeln. Dazu musste sie im Oktober 1944 vom besetzten Holland aus die von den Deutschen schwer bewachte Brücke bei Heusden überqueren, um nach Brüssel zu gelangen.
Als alliierte Flugzeuge das Feuer auf die Brücke eröffneten, nutze sie die Chance, auf ihrem Fahrrad die unter Beschuss liegende Brücke zu überqueren. Nach der erfolgreichen Übermittlung der geheimen Informationen in Brüssel reiste Jos Gemmeke nach England weiter. Sie war dem Bureau Bijzondere Opdrachten (von der niederländischen Regierung in London gegründeter Geheimdienst, der die Entsendung niederländischer Geheimagenten und Spezialeinheiten zur Unterstützung von Widerstandsaktivitäten in den besetzten Gebieten koordinierte) zugeteilt, diente als Verbindungsoffizierin und wurde später zur Geheimagentin ausgebildet. Unter anderem transportierte sie Funkgeräte und andere Waren aus England zum Widerstand in den Niederlanden. Unter dem Codenamen „Sphinx“ wurde sie in der Nacht des 10. März 1945 mit Waffen, Lebensmitteln und Medikamenten in der Nähe von Nieuwkoop abgesetzt. Wegen schlechten Wetters und schlechter Sicht war sie gezwungen, mit dem Fallschirm aus viel zu niedriger Höhe abzuspringen, wodurch sie sich bei der Landung verletzte und bleibende Rückenprobleme davontrug.

## Weiteres Leben

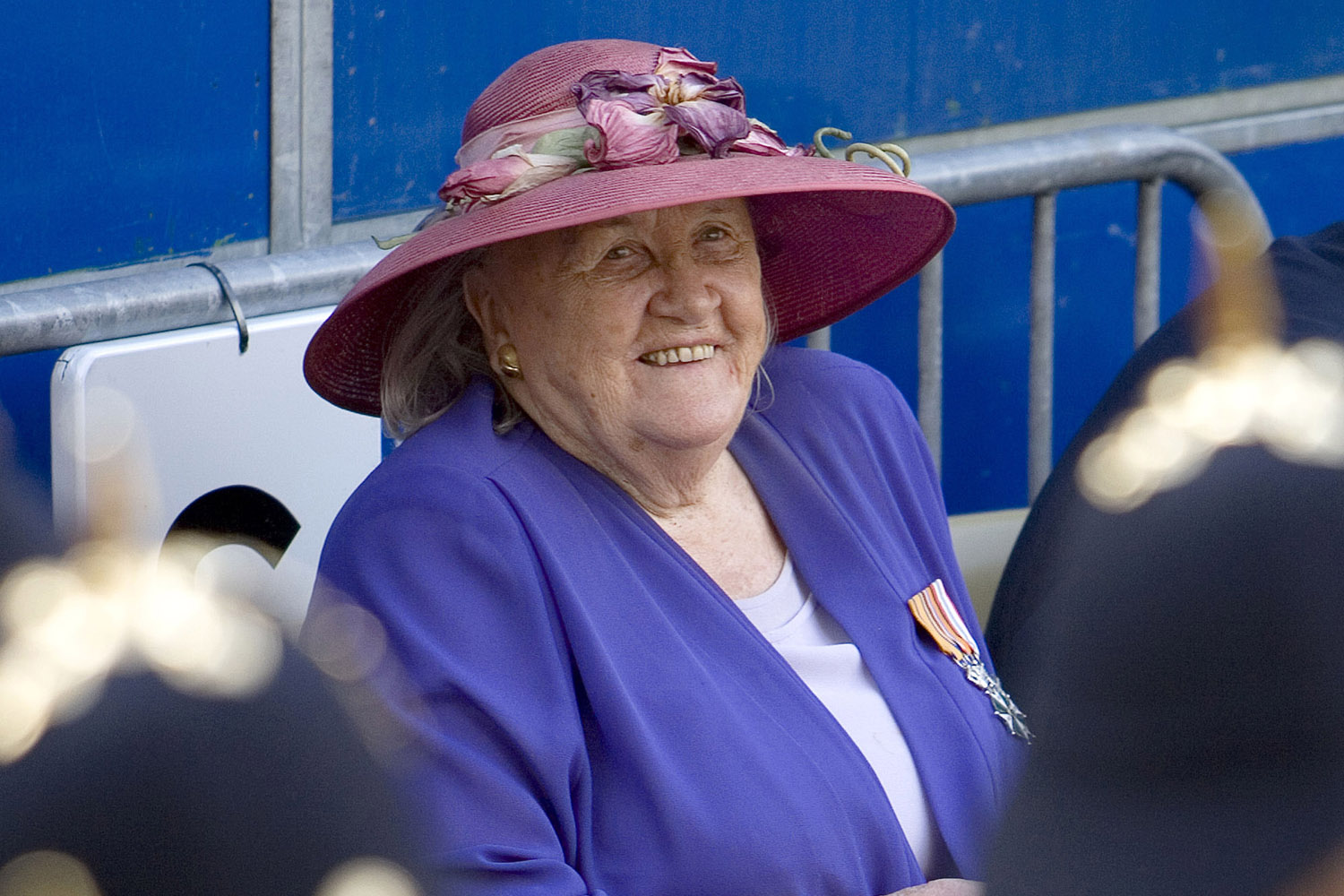
Jos Gemmeke, 2006

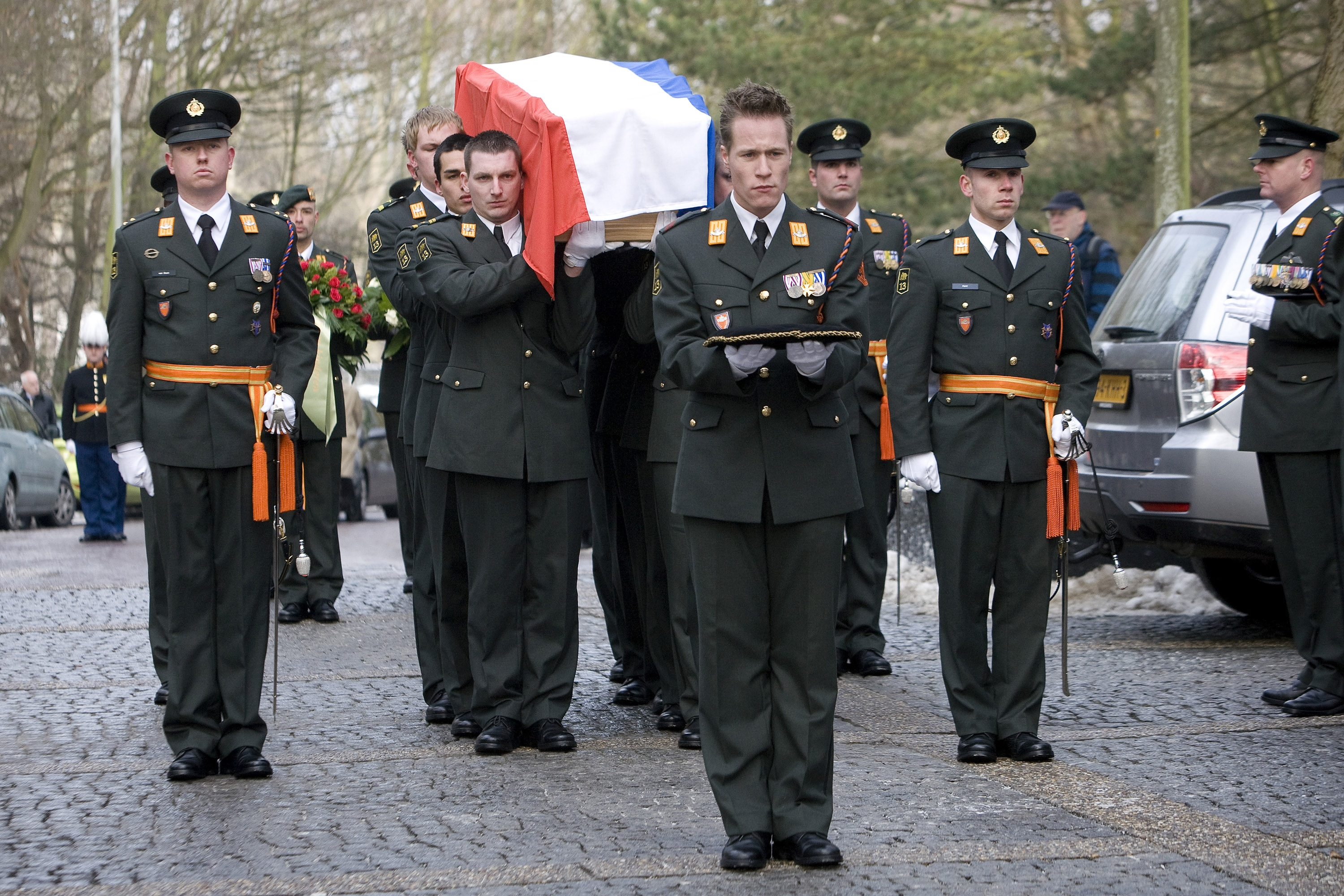
Beisetzung Jos Gemmeke

Nach dem Krieg zog sich Jos Gemmeke für die folgenden Jahre aus der Öffentlichkeit zurück. Ende Februar 1947 heiratete sie in Den Haag den Ingenieur Willem Fick (1913–1995) und bekam mit ihm einen Sohn und eine Tochter. Mitte März 1958 wurde sie geschieden und heiratete Anfang Dezember 1961 in Den Haag den Berufssoldaten Henri Marie van Weel (1912–1986). Auch diese Ehe wurde Anfang August 1970 geschieden. Im Juli 1971 ging sie in Renkum die Ehe mit dem Luftwaffenoffizier Johan Nicolaas Mulder (1915–1991) ein.
Nach dem Tod ihres Mannes im Jahr 1991 übernahm Jos Gemmeke den Vorsitz der Koninklijke Vereniging van Ridders der Militaire Willems-Orde und engagierte sich für den Fonds 1815 voor hulpbehoevende oud-militairen (Hilfsfonds für bedürftige ehemalige Militärangehörige) und die Kriegsgräberstiftung. Darüber hinaus war sie lange Zeit stellvertretende Vorsitzende der Vereinigung ehemaliger Mitarbeiter des Bureau Inlichtingen (militärischer Geheimdienst, der für die niederländische Spionage verantwortlich war) und des Bureau Bijzondere Opdrachten.
Jos Gemmeke starb am 20. Dezember 2010 in Den Haag und wurde am 27. Dezember mit militärischen Ehren und Salutschüssen eingesetzt. Gemäß ihrem letzten Wunsch wurde ihre Asche aus einem Helikopter über der Nordsee verstreut, auf einem Längengrad, der ihrem Geburtsdatum entspricht: 3 Grad, 6 Minuten und 22 Sekunden (Ost).

## Ehrungen und Gedenken

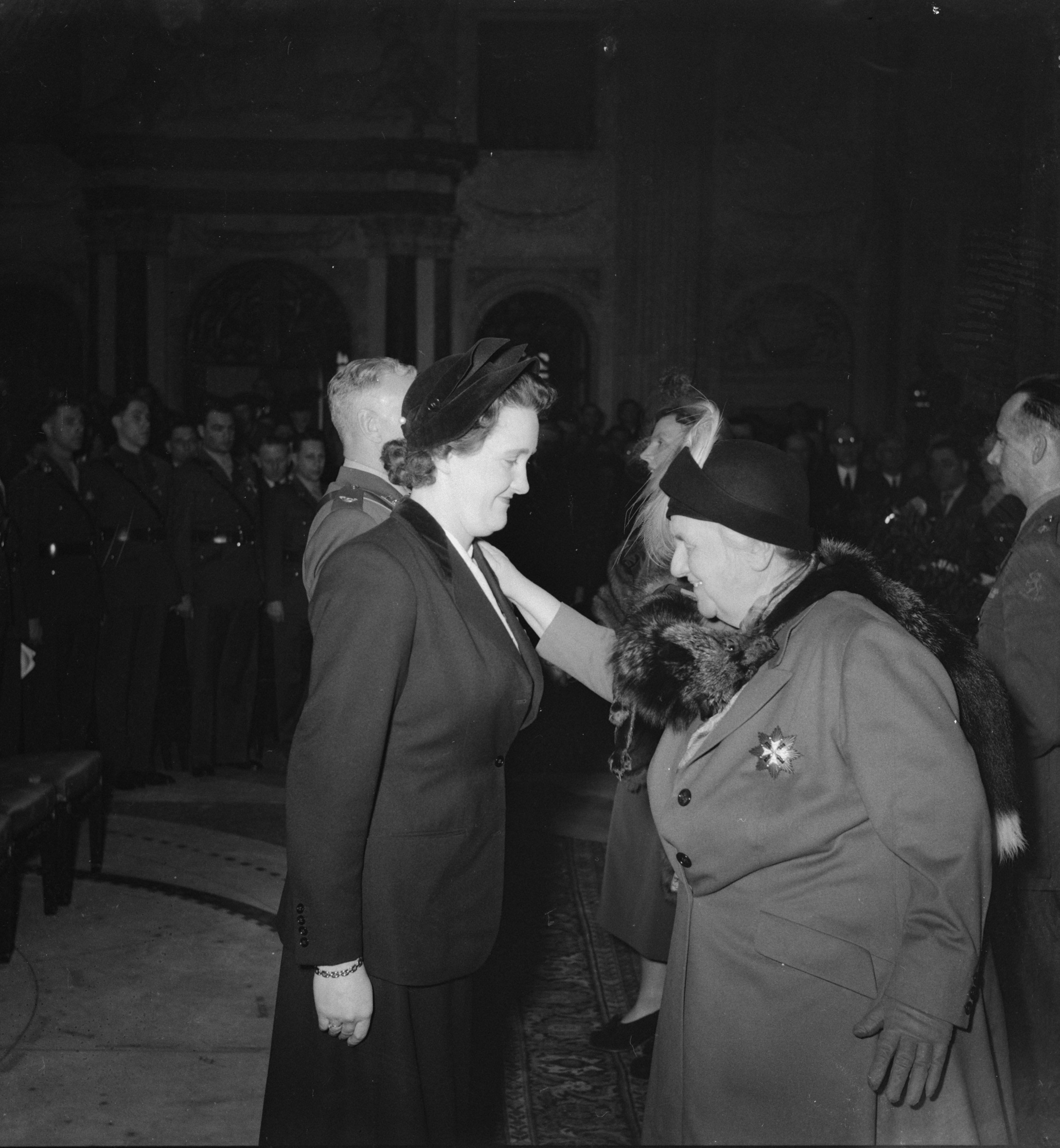
Jos Gemmeke bei der Verleihung des Militär-Wilhelms-Ordens, 1951

Für ihre Widerstandstätigkeit und ihren Mut wurde Jos Gemmeke mehrfach ausgezeichnet:
- Auszeichnung mit dem Verzetsherdenkingskruis 1940–1945 (Widerstandsgedenkkreuz 1940–1945)
- Verleihung der britischen King's Medal for Courage in the Cause of Freedom
- Am 28. Februar 1951 wurde Joos Gemmeke im Paleis op de Dam mit dem Militär-Wilhelms-Orden 4. Klasse ausgezeichnet und erhielt von der späteren Königin der Niederlande Prinzessin Wilhelmina den Ritterschlag.[2]

In Amsterdam wurde die Brücke 1482 ihr zu Ehren in Jos Gemmekebrug benannt. In Voorschoten und Heemstede sind Straßen nach ihr benannt und 2012 wurde im Naturschutzgebiet Ruygeborg bei Nieuwkoop an ihrer damaligen Fallschirmlandezone der Jos Gemmekepad angelegt.
Das Museum 1940-1945 in Dordrecht würdigt in seiner Darstellung der Widerstandskämpferinnen und -kämpfer auch das Schaffen von Jos Gemmeke. Das CRASH Air War and Resistance Museum ’40 -’45 im Ort Rijsenhout in Haarlemmermeer zeigt in seiner Ausstellung das Verlobungskleid, das 1946 aus dem Fallschirm gefertigt wurde, mit dem Jos Gemmeke im März 1945 aus Großbritannien kommend über Nieuwkoop abgesetzt wurde. Auch das Nationaal Militair Museum in Soesterberg informiert über sie und stellt ihre Uniform und einen Sender aus.